# Jens Odgaard
Jens Odgaard (pronunciación en danés: /ˈʌðˌkɒˀ/; Hillerød, 31 de marzo de 1999) es un futbolista danés que juega de delantero en el Bologna F. C. 1909 de la Serie A.

## Trayectoria
Debutó con el Lyngby BK el 15 de marzo de 2016 con solo 16 años. Empezó en el banquillo, pero sustituyó a Gustav Therkildsen en el minuto 89 en la victoria por 1-0 contra el Aalborg BK en la Copa de Dinamarca.
Jugó su primer partido de liga el 17 de abril de 2016, donde saltó al terreno de juego en el minuto 65, sustituyendo a Jeppe Kjær, en la victoria por 2-0 ante el Næstved BK.
Amplió su contrato con el Lyngby en el verano de 2016 hasta el verano de 2018, y fue ascendido al primer equipo. Fue el jugador más joven del Lyngby Boldklub en disputar un partido de la Superliga de Dinamarca, con 17 años y 115 días.
El 5 de julio de 2017 fichó por el Inter de Milán. He played for the youth team.
El 30 de junio de 2018 fue traspasado a la U. S. Sassuolo, sin embargo el Inter de Milán se reservó el derecho de recompra.
El 22 de junio de 2019 se incorporó al S. C. Heerenveen en calidad de cedido hasta el 30 de junio de 2020.
El 2 de octubre de 2020 se incorporó al club suizo F. C. Lugano en calidad de cedido hasta el 30 de junio de 2021.
El 22 de enero de 2021 fichó por el Delfino Pescara 1936 en calidad de cedido hasta final de temporada.
El 24 de julio de 2021 fichó por el RKC Waalwijk en calidad de cedido.
El 24 de junio de 2022 fichó por el AZ Alkmaar, con el que firmó un contrato de cinco años.

## Estadísticas

### Clubes
Actualizado al último partido disputado el 5 de noviembre de 2024.
| Club                            | Div.          | Temporada     | Liga  | Liga  | Liga   | Copas nacionales | Copas nacionales | Copas nacionales | Copas internacionales | Copas internacionales | Copas internacionales | Total | Total | Total  |
| Club                            | Div.          | Temporada     | Part. | Goles | Asist. | Part.            | Goles            | Asist.           | Part.                 | Goles                 | Asist.                | Part. | Goles | Asist. |
| ------------------------------- | ------------- | ------------- | ----- | ----- | ------ | ---------------- | ---------------- | ---------------- | --------------------- | --------------------- | --------------------- | ----- | ----- | ------ |
| Lyngby BK Dinamarca             | 2.ª           | 2015-16       | 2     | 0     | 0      | 1                | 1                | 0                | —                     | —                     | —                     | 3     | 1     | 0      |
| Lyngby BK Dinamarca             | 1.ª           | 2016-17       | 16    | 3     | 0      | 1                | 1                | 1                | —                     | —                     | —                     | 17    | 4     | 1      |
| Lyngby BK Dinamarca             | Total club    | Total club    | 18    | 3     | 0      | 2                | 2                | 1                | 0                     | 0                     | 0                     | 20    | 5     | 1      |
| U. S. Sassuolo Calcio · Italia  | 1.ª           | 2018-19       | 1     | 0     | 0      | 0                | 0                | 0                | —                     | —                     | —                     | 1     | 0     | 0      |
| U. S. Sassuolo Calcio · Italia  | Total club    | Total club    | 1     | 0     | 0      | 0                | 0                | 0                | 0                     | 0                     | 0                     | 1     | 0     | 0      |
| S. C. Heerenveen · Países Bajos | 1.ª           | 2019-20       | 24    | 7     | 1      | 3                | 0                | 0                | —                     | —                     | —                     | 27    | 7     | 1      |
| S. C. Heerenveen · Países Bajos | Total club    | Total club    | 24    | 7     | 1      | 3                | 0                | 0                | 0                     | 0                     | 0                     | 27    | 7     | 1      |
| F. C. Lugano · Suiza            | 1.ª           | 2020-21       | 6     | 0     | 1      | —                | —                | —                | —                     | —                     | —                     | 6     | 0     | 1      |
| F. C. Lugano · Suiza            | Total club    | Total club    | 6     | 0     | 1      | 0                | 0                | 0                | 0                     | 0                     | 0                     | 6     | 0     | 1      |
| Delfino Pescara 1936 · Italia   | 2.ª           | 2020-21       | 19    | 1     | 1      | —                | —                | —                | —                     | —                     | —                     | 19    | 1     | 1      |
| Delfino Pescara 1936 · Italia   | Total club    | Total club    | 19    | 1     | 1      | 0                | 0                | 0                | 0                     | 0                     | 0                     | 19    | 1     | 1      |
| RKC Waalwijk · Países Bajos     | 1.ª           | 2021-22       | 30    | 8     | 6      | 3                | 3                | 0                | —                     | —                     | —                     | 33    | 11    | 6      |
| RKC Waalwijk · Países Bajos     | Total club    | Total club    | 30    | 8     | 6      | 3                | 3                | 0                | 0                     | 0                     | 0                     | 33    | 11    | 6      |
| AZ Alkmaar · Países Bajos       | 1.ª           | 2022-23       | 29    | 9     | 4      | 2                | 1                | 1                | 14                    | 2                     | 1                     | 45    | 12    | 6      |
| AZ Alkmaar · Países Bajos       | 1.ª           | 2023-24       | 17    | 1     | 2      | 1                | 1                | 0                | 7                     | 0                     | 0                     | 25    | 2     | 2      |
| AZ Alkmaar · Países Bajos       | Total club    | Total club    | 46    | 10    | 6      | 3                | 2                | 1                | 21                    | 2                     | 1                     | 70    | 14    | 8      |
| Bologna F. C. 1909 · Italia     | 1.ª           | 2023-24       | 10    | 2     | 0      | —                | —                | —                | —                     | —                     | —                     | 10    | 2     | 0      |
| Bologna F. C. 1909 · Italia     | 1.ª           | 2024-25       | 8     | 2     | 0      | 0                | 0                | 0                | 2                     | 0                     | 0                     | 10    | 2     | 0      |
| Bologna F. C. 1909 · Italia     | Total club    | Total club    | 18    | 4     | 0      | 0                | 0                | 0                | 2                     | 0                     | 0                     | 20    | 4     | 0      |
| Total carrera                   | Total carrera | Total carrera | 162   | 33    | 15     | 11               | 7                | 2                | 23                    | 2                     | 1                     | 196   | 42    | 17     |

## Palmarés

### Títulos nacionales
| Título      | Club               | País   | Año  |
| ----------- | ------------------ | ------ | ---- |
| Copa Italia | Bologna F. C. 1909 | Italia | 2025 |